# Dante Almansi
Dante Almansi (Parma, 15 settembre 1877 – Parma, 4 gennaio 1949) è stato un funzionario italiano, ebreo, dal 1939 tra i fondatori della DELASEM e presidente dell'UCEI, attiva anche in clandestinità nei mesi di occupazione tedesca, dopo l'8 settembre 1943 e nei territori controllati dal governo della Repubblica Sociale Italiana (RSI).

## Biografia
Figlio di Abramo e di Gemma Formiggini, si laureò in giurisprudenza (1900) presso l'università di Parma. Nel 1901 entrò al Ministero dell'interno per concorso nell'amministrazione provinciale presso le prefetture di Mantova, di Parma e poi di Livorno.
Fece parte dell'amministrazione centrale come Capo sezione a Roma (1929), quindi fu promosso consigliere. Ottenne la nomina di Prefetto di 2 classe (gennaio 1923), assegnato a Caltanissetta. L'anno successivo, collocato a disposizione del Ministero dell'interno, fu incaricato di coadiuvare ed occorrendo supplire il Capo della Polizia – carica all'epoca retta da Emilio De Bono – e governando l'Ufficio Affari generali e riservati della Direzione generale di Pubblica Sicurezza. Nel 1930 diventò, fra l'altro, consigliere della Corte dei Conti.
Collocato fuori ruolo dal personale dei consiglieri (settembre 1932), fu nominato capo di gabinetto del Ministero delle finanze – presieduto da Guido Jung –, incarico che ricoprì fino al gennaio 1935: si dedicò, tra l'altro, alla questione dei risarcimenti dei danni di guerra. Nel febbraio 1935 riprese la funzione di Magistrato alla corte dei Conti: tra le varie mansioni, nel 1936 fu sindaco del collegio dei sindaci dell'Azienda minerali italiani e nel 1937 sindaco nel Banco di Roma.
A seguito della promulgazione delle leggi razziali, in quanto di origine ebraica, fu posto a riposo il 30 gennaio 1939. Dal 1939 al 1944, negli anni della persecuzione antisemita da parte del regime fascista, ricoprì il ruolo di Presidente dell'Unione delle Comunità ebraiche italiane (UCEI) e fu tra i fondatori della Delasem, la Delegazione per l'Assistenza degli emigranti ebrei, sia a supporto degli ebrei perseguitati, sia stranieri in fuga che italiani.
Dopo la liberazione di Roma, Almansi venne riammesso in servizio (ottobre 1944) e collocato a riposo dal ruolo di consigliere della Corte dei Conti con decreto presidenziale del 29 gennaio 1945, per anzianità di servizio. Nell'immediato dopoguerra si dovette difendere da un tentativo di processo di epurazione, in quanto accusato di essere stato, fino al 1939, attivamente partecipe del governo fascista, malgrado la persecuzione subita e la sua opera di sostegno a favore degli ebrei.
La testimonianza nel processo a Herbert Kappler (1948) fece emergere la vicenda del 26 settembre 1943, quando venne richiesta da parte di Herbert Kappler alla comunità ebraica di Roma di raccogliere e consegnare entro 36 ore un corrispettivo di 50 chilogrammi d'oro sotto la minaccia, in caso di rifiuto, della deportazione di 200 ebrei.
Almansi fu inoltre nominato regio commissario del comune di Carrara (dicembre 1913 - luglio 1914), sottoprefetto ad Ariano di Puglia e a Terni (dal 1915), prefetto ad Avellino, a Reggio Emilia e a Macerata (ottobre 1924 - 1927), regio commissario di Napoli (dicembre 1927	- gennaio 1930).

## Onorificenze
Almansi fu insignito di numerose onorificenze: 